# Östergötlands län
För andra betydelser av Östergötland och Östergötlands län, se Östergötland (olika betydelser).
Östergötlands län  är ett av Sveriges län, beläget i landets sydöstra del. Länets residensstad är Linköping. Östergötlands läns valkrets utgör valkrets vid riksdagsval i Sverige. Region Östergötland har sedan 2015 tagit över den operativa verksamheten i länet.

## Historia

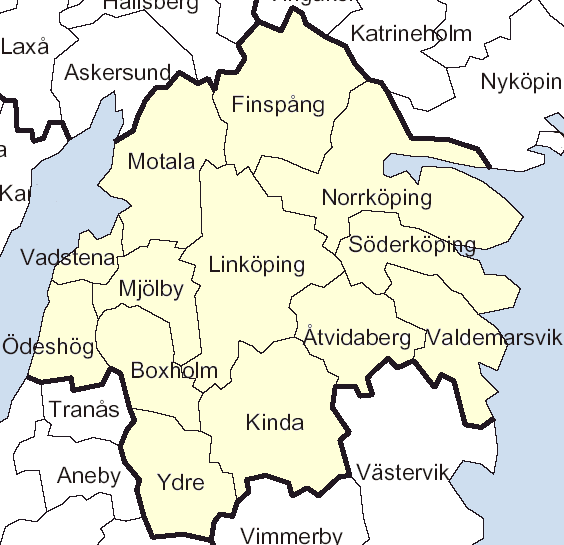

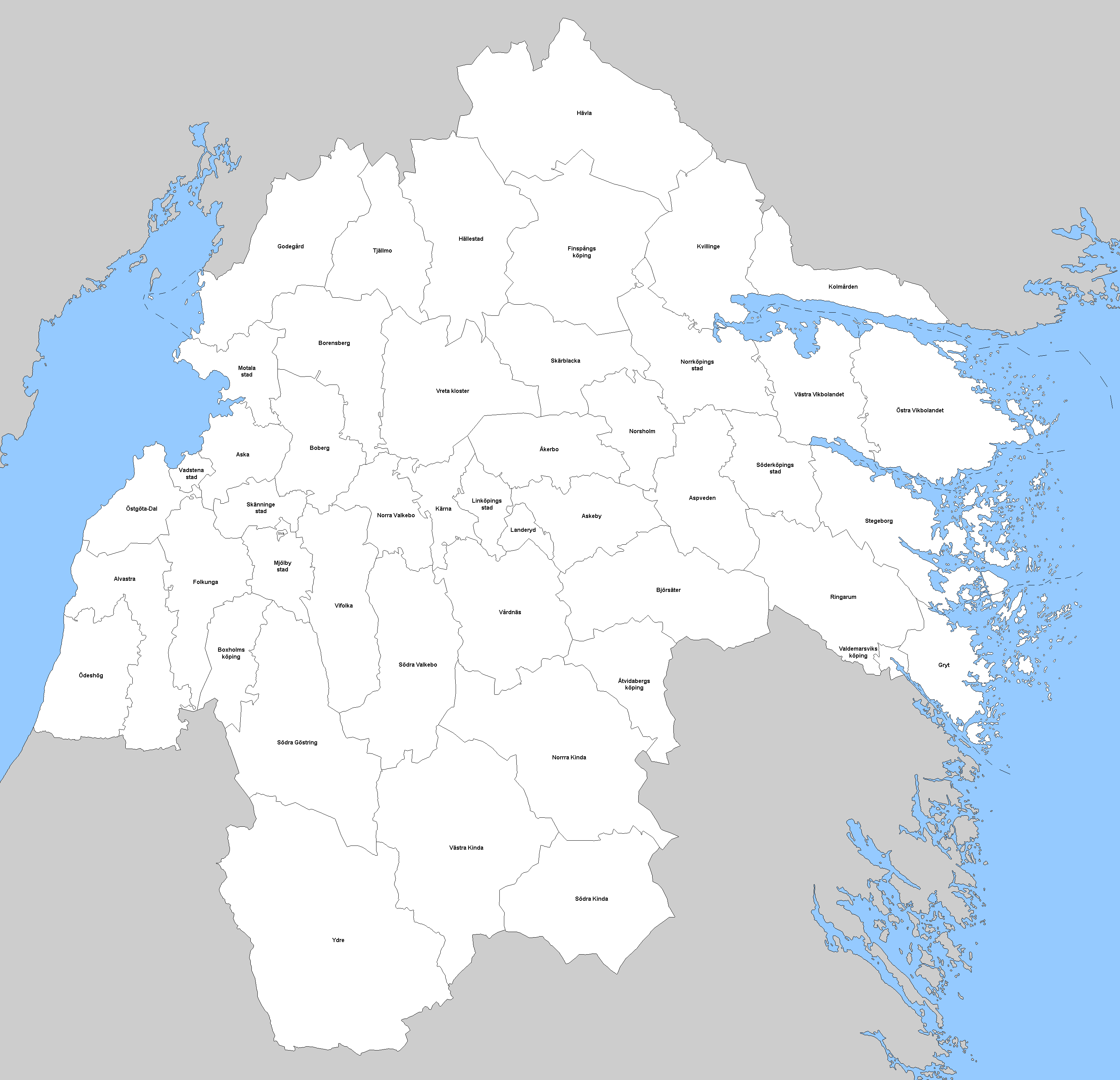
Kommuner i Östergötlands län 1952. Notera att länsgränsen har ändrats sen dess. Del av Tjust-Eds och Uknadalens landskommun mottogs från Kalmar län vid kommunreformen på 1970-talet.

Genom 1634 års regeringsform §24 bildades Sveriges indelning i län och Östergötland blev då ett eget län med Linköping som residensstad. Länet benämndes före 1718 även som Linköpings län.

### Tidigare län
Östergötland bestod sedan unionstiden av fyra slottslän: Ringstaholms län, Stegeborgs län, Hofs län och Stäkeholms län (för Ydre och Kinda). Under slutet av 1400-talet las Ringstaholms län ner och Ydre och Kinda bröts ur Stäkeholms län samtidigt som Linköpings län och Vadstena län bildades. Även fanns från slutet av 1500-talet ett livgeding kallat Bråborgs län och ungefär samtidigt bildades Finspånga län (härad).

## Geografi
Länet omfattar landskapet Östergötland och mindre delar av angränsande landskap. Länets yta är 11 630 km², varav 10 562 km² är landareal. Nio procent av den totala arealen är vatten. En del av detta vatten är Göta kanal. Stenabohöjden i Ydre kommun är länets högsta punkt, som mäter 327 meter över havet. I öster gränsar länet mot Östersjön. I skärgården, med cirka 6 300 öar, sträcker sig tre djupa vikar in i länet: Bråviken, Slätbaken och Valdemarsviken. 

## Administrativ indelning
Östergötlands län består av 
- Kinda kommun
- Linköpings kommun
- Åtvidabergs kommun
- Valdemarsviks kommun
- Söderköpings kommun
- Norrköpings kommun
- Finspångs kommun
- Motala kommun
- Mjölby kommun
- Vadstena kommun
- Ödeshögs kommun
- Boxholms kommun
- Ydre kommun

## Befolkning

### Demografi

#### Tätorter
Linköping och Norrköping är befolkningsmässigt landets 8:e respektive 10:e största tätorter (2018) med ett inbördes avstånd på drygt 40 km. Kommunernas invånarantal kommer på 5:e respektive 10:e plats i Sverige. Tillsammans marknadsför sig kommunerna som East Sweden.
De största tätorterna i länet enligt SCB 31 december 2020:
| Nr | Tätort      | Folkmängd |
| -- | ----------- | --------- |
| 1  | Linköping   | 115 672   |
| 2  | Norrköping  | 97 854    |
| 3  | Motala      | 31 340    |
| 4  | Mjölby      | 13 947    |
| 5  | Finspång    | 13 261    |
| 6  | Söderköping | 7 539     |
| 7  | Åby         | 7 157     |
| 8  | Åtvidaberg  | 6 934     |
| 9  | Ljungsbro   | 6 783     |
| 10 | Vadstena    | 5 714     |

Residensstaden är i fet stil

#### Befolkningsutveckling
| Befolkningsutvecklingen i Östergötlands län 1940–2024                                                    | Befolkningsutvecklingen i Östergötlands län 1940–2024 | Befolkningsutvecklingen i Östergötlands län 1940–2024 | Befolkningsutvecklingen i Östergötlands län 1940–2024 | Befolkningsutvecklingen i Östergötlands län 1940–2024 |
| --- | ----------------------------------------------------- | ----------------------------------------------------- | ----------------------------------------------------- | ----------------------------------------------------- |
| |                                                       |                                                       |                                                       |                                                       |
| År |                                                       |                                                       | Invånare                                              |                                                       |
| 1940 | 1940                                                  |                                                       | 316 754                                               | 316 754                                               |
| 1945 | 1945                                                  |                                                       | 332 933                                               | 332 933                                               |
| 1950 | 1950                                                  |                                                       | 347 996                                               | 347 996                                               |
| 1955 | 1955                                                  |                                                       | 355 344                                               | 355 344                                               |
| 1960 | 1960                                                  |                                                       | 357 785                                               | 357 785                                               |
| 1965 | 1965                                                  |                                                       | 366 072                                               | 366 072                                               |
| 1970 | 1970                                                  |                                                       | 382 675                                               | 382 675                                               |
| 1975 | 1975                                                  |                                                       | 387 088                                               | 387 088                                               |
| 1980 | 1980                                                  |                                                       | 392 789                                               | 392 789                                               |
| 1985 | 1985                                                  |                                                       | 393 585                                               | 393 585                                               |
| 1990 | 1990                                                  |                                                       | 403 011                                               | 403 011                                               |
| 1995 | 1995                                                  |                                                       | 416 443                                               | 416 443                                               |
| 2000 | 2000                                                  |                                                       | 411 345                                               | 411 345                                               |
| 2005 | 2005                                                  |                                                       | 416 303                                               | 416 303                                               |
| 2010 | 2010                                                  |                                                       | 429 642                                               | 429 642                                               |
| 2015 | 2015                                                  |                                                       | 445 661                                               | 445 661                                               |
| 2020 | 2020                                                  |                                                       | 467 158                                               | 467 158                                               |
| 2024 | 2024                                                  |                                                       | 472 446                                               | 472 446                                               |
| Källa: SCB - Folkmängd efter region och tid och SCB - Folkmängden inom administrativa områden 1910-1961. |                                                       |                                                       |                                                       |                                                       |

## Kultur

### Traditioner

#### Kultursymboler och viktiga personligheter
Länsvapnet
Blasonering:  I rött fält en gyllene grip med drakvinge och draksvans samt med blå draktunga och beväpning, i vart av sköldens hörn åtföljd av en ros i silver.
Vapnet, som senast fastställdes 1972, är identiskt med landskapsvapnet. De obetydliga delar av angränsande landskap som ingår i länet har inte ansetts motivera någon särskiljning.